# Filbert Bayi

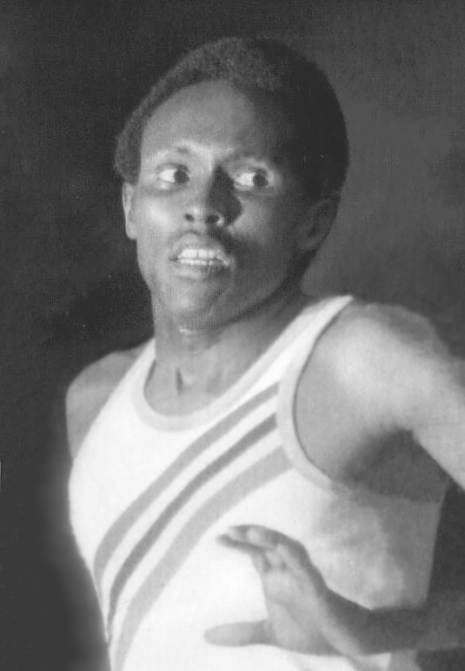
Filbert Bayi (1975)

Filbert Bayi (* 23. Juni 1953 in Karatu) ist ein ehemaliger tansanischer Mittelstrecken- und Hindernisläufer. Er brach bei den British Commonwealth Games 1974 in Christchurch den 1500-Meter-Weltrekord im Alleingang und holte eine olympische Silbermedaille.
Filbert Bayi gab sein internationales Debüt bei den Olympischen Spielen 1972 in München, wo er jeweils im Vorlauf über 1500 Meter und 3000 Meter Hindernis ausschied. Bald nach diesem ernüchternden Auftakt begann Bayis rasanter Aufstieg in die Weltspitze, verbunden mit der Entwicklung seiner Taktik der waghalsigen Fluchten und Alleingänge. Diese brachte ihm schon 1973 den Sieg bei den Panafrikanischen Spielen in Lagos. Im geschlagenen Feld befand sich unter anderem der legendäre Kip Keino. Bei den Weltspielen in Helsinki lief er im selben Jahr an die dritte Position der ewigen Bestenliste über 1500 Meter.
Seinen Platz in den Leichtathletik-Geschichtsbüchern sicherte sich Bayi im Alter von nur 20 Jahren am 2. Februar 1974 bei den British Commonwealth Games in Christchurch. Mit dem Startschuss setzte er sich an die Spitze des 1500-Meter-Feldes. Er absolvierte die erste Runde in 54,9 Sekunden und hielt das Tempo weiter hoch. Auf der letzten Runde begann John Walker (NZL) den Abstand zu verkürzen und lag eingangs der Zielgeraden nur noch einen Meter hinter Bayi. Der aber hielt dagegen, vergrößerte den Vorsprung wieder und hatte im Ziel den Weltrekord von Jim Ryun um fast eine Sekunde auf 3:32,16 Minuten verbessert. Um Bayis Leistung richtig einordnen zu können, muss man sich verdeutlichen, dass seitdem mit Ausnahme der 800-Meter-Hallenweltrekorde von Wilson Kipketer kein Mittel- und Langstreckenweltrekord mehr mit einem Start-Ziel-Sieg zustande gekommen ist.
Am 17. Mai 1975 holte sich Bayi in Kingston mit einem weiteren beeindruckenden Sololauf auch den Weltrekord im Meilenlauf in einer Zeit von 3:51,0 Minuten. Diesen Rekord verlor er drei Monate später an den in Kingston erneut zweitplatzierten Walker.
Die Rivalität zwischen Walker und Bayi bestimmte die 1500 Meter und Meilenrennen 1975 und 1976, so dass das Aufeinandertreffen bei den Olympischen Sommerspielen in Montreal mit Spannung erwartet wurde. Der afrikanische Olympiaboykott machte die Hoffnung auf ein hochklassiges Duell zunichte, Walker holte die Goldmedaille in Abwesenheit von Bayi. Bayi war 1976 allerdings auch nicht in Bestform, da er an Malaria erkrankt war, die auch in späteren Jahren immer wieder zu Wettkampfpausen führte.
Bei den Commonwealth Games 1978 war Bayis Alleingang im 1500-Meter-Finale nicht von Erfolg gekrönt, kurz vor dem Ziel überholte ihn David Moorcroft (GBR), und er musste sich mit Silber zufriedengeben.
Zwei Jahre später bei den Olympischen Spielen in Moskau kam Bayi doch noch zu olympischen Medaillenehren, als er im 3000-Meter-Hindernislauf in 8:12,5 Minuten hinter Bronisław Malinowski (POL) die Silbermedaille gewann. Auch hier hatte er das Rennen deutlich unter Weltrekordtempo begonnen und sich schon weit vom Feld abgesetzt. Doch der erfahrenere Malinowski holte Meter um Meter auf und zog am letzten Wassergraben an dem vollkommen erschöpften Bayi vorbei. In den letzten Jahren seiner Karriere war er auch als Langstreckenläufer aktiv und war bei Straßenläufen erfolgreich. So siegte er etwa 1984 beim Grand Prix von Bern über zehn Meilen.
Nach dem Ende seiner Sportkarriere zeigte Bayi großen Einsatz bei der Errichtung der Filbert-Bayi-Foundation mit Sitz in Mkuza (Tansania), die sich seit 2003 der Förderung leichtathletischer Nachwuchstalente verschrieben hat. Weiterhin zählt die Unterrichtung junger Menschen über die Gefahren von Aids und über Wege aus der Armut zu ihren Zielen.